# Långvattnet (Gudmundrå socken, Ångermanland)
Långvattnet är en sjö i Kramfors kommun i Ångermanland och ingår i Ångermanälven-Gådeåns kustområde. Sjön har en area på 0,124 kvadratkilometer och ligger 251,4 meter över havet.
Sjön ingår i naturreservatet Långvattenhöjden.

## Delavrinningsområde
Långvattnet ingår i det delavrinningsområde (697801-158649) som SMHI kallar för Utloppet av Långvattnet. Medelhöjden är 330 meter över havet och ytan är 7,79 kvadratkilometer. Det finns ett avrinningsområde uppströms, och räknas det in blir den ackumulerade arean 10,01 kvadratkilometer. Vattendraget som avvattnar avrinningsområdet har biflödesordning 2, vilket innebär att vattnet flödar genom totalt 2 vattendrag innan det når havet efter 20 kilometer. Avrinningsområdet består mestadels av skog (93 procent). Avrinningsområdet har 0,13 kvadratkilometer vattenytor vilket ger det en sjöprocent på 1,6 procent.